# 경주 사천왕사지
경주 사천왕사지(慶州 四天王寺址)는 대한민국 경상북도 경주시 배반동에 있는 신라시대 사천왕사의 터이다. 1963년 1월 21일 대한민국의 사적 제8호로 지정되었다.

## 개요
사천왕사는 679년(신라 문무대왕 19년)에 창건되었다고 알려져 있다. 당나라 고종이 신라를 공격하려 하자 당시 당나라에 있던 의상(義湘)은 당에 갇혀 있는 김인문(金仁問)·김양도(金良圖) 등으로부터 사전에 이 내막을 듣고 670년(문무대왕 10년)에 귀국하여 사태의 긴급함을 문무대왕에게 알리고 명랑법사(明朗法師)로 하여금 679년에 사천왕사를 짓고 문두루(文豆婁)의 비법(秘法)을 써서 당병의 침략을 실패로 돌아가게 하였다고 한다.
《삼국유사》에는 신라 말의 혼란기인 경명대왕 3년에 사천왕사 오방신이 든 활의 줄이 끊어지고, 벽에 그려진 사자가 울고 그림 속에서 개가 뛰쳐나와 뜰을 노닐다 다시 그림 속으로 돌아가는 등의 괴이담이 수록되어 있다.
1922년에 조선총독부 주재로 최초 발굴이 이루어졌다.

### 사천왕사성전
신라 국가의 중요한 사찰로써 조정은 사천왕사성전(四天王寺成典)이라는 부서를 따로 두어 절을 관리하였다. 사천왕사성전은 경덕대왕 때에 감사천왕사부로 잠시 개칭되었으며, 최고 관리인 금하신은 대아찬(5등)에서 각간(1등) 사이의 관등을 가진 자, 즉 진골 귀족으로만 임명하였다.

## 발굴 조사
현재 절은 없어지고, 남북이 105미터, 동서가 73미터의 터만 남아 있다. 1922년의 최초 조사에서 사천왕사 관련 문헌 및 기초조사를 통해 금당과 양쪽의 탑, 북쪽의 두 건물지를 실측조사하였고, 녹유 귀면와가 발견되었다. 1929년에 당시 경성공전 교수이자 건축사가 후지시마 가이지로는 사천왕사터를 답사하고 실측, 현황 조사를 거쳐 추정배치도를 작성하였는데, 한국에서는 쌍탑가람제(雙塔伽藍制)에 따른 최초의 절이다. 금당(金堂)을 중심으로 남북은 긴 낭무(廊廡)로 둘러 있고 남쪽 낭무의 중앙에는 중문지(中文址), 북쪽 낭무의 중앙에는 강당지(講堂址)가 있다.
절터에는 현재 초석(礎石)·사천주(四天柱)의 초석 등이 있으며, 여기에서 우수한 부조(浮彫)의 당초문(唐草文)이 있는 와당(瓦當)·부전(敷塼)·녹유(綠油)의 화릉형전(花陵形塼)·사천왕의 부조전 등 많은 유물이 출토되었다.

## 절터 북쪽의 건물지
금당 북쪽에 있는 두 개의 건물지는 1922년 당시에는 탑지로 알려졌지만, 7년 뒤인 1929년에 사천왕사를 찾은 후지시마 가이지로는 두 개의 건물지를 좌우 경루(經樓) 즉 불경을 보관하는 곳으로 추정하였는데, 이후 그러한 자신의 설을 바꾸어 "이 두 터에 무엇이 있었는지는 정해진 설이 없다"고 하였다.
1996년과 2002년에 장충식 박사에 의해 이 두 건물지는 사천왕사에서 문두루법을 시행하던 제단이라는 주장이 제기되었다.

## 같이 보기
- 경주 감은사지
- 경주 황룡사지
- 대릉원